# Seleznivka (Lugansk)
Seleznivka (en ucraniano: Селезнівка; en ruso: Селезнёвка, romanizado: Seleznovka) es un asentamiento urbano ucraniano perteneciente al óblast de Lugansk. Situado en el este del país, hasta 2020 era parte del raión de Perevalsk, pero hoy es parte del raión de Alchevsk y del municipio (hromada) de Alchevsk. Sin embargo, según el sistema administrativo ruso que ocupa y controla la región, Seleznivka sigue perteneciendo al raión de Perevalsk.
El asentamiento se encuentra ocupado por Rusia desde la guerra del Dombás, siendo administrada como parte de la de facto República Popular de Lugansk y luego ilegalmente integrada en Rusia como parte de la República Popular de Lugansk rusa.

## Geografía
Seleznivka está a orillas del río Bila, 5 km al suroeste de Perevalsk y 41 km al suroeste de Lugansk.

## Historia
El pueblo fue fundado en el siglo XVII. El origen de la finca del palacio Mstsijovski se remonta al siglo XIX pero fue en 1890 cuando la tierra pasó a manos de Kazímir Mstsijovski, presidente de la junta directiva de la Sociedad Selezniv de la Industria del Carbón y Fábricas. Aquí construyó en 1913 un palacio y una iglesia.
Durante el Holodomor (1932-1933), el número de víctimas establecidas en Seleznivka fue de 56 personas.
Selenizka fue elevado a la categoría de asentamiento de tipo urbano en 1961. A mediados de la década de 1970, la base de la economía del pueblo era la minería del carbón. 
En abril de 2014, durante la guerra del Dombás, los separatistas prorrusos tomaron el control de Seleznivka y desde entonces está controlado por la autoproclamada República Popular de Lugansk.

## Demografía
La evolución de la población de Seleznivka entre 1859 y 2022 fue la siguiente:
| 575                                                           | 748 | 3423 | 2945 | 2568 | 2530 | 2453 | 2429 |
| (Fuente: Cities & Towns of Ukraine y UKRAINE: Größere Städte) |     |      |      |      |      |      |      |

Según el censo de 2001, la lengua materna de la mayoría de los habitantes, el 66,35%, es el ruso; del 33,34% es el ucraniano.

## Infraestructura

### Arquitectura, monumentos y lugares de interés
En Seleznivka se encuentran las ruinas del palacio Mstsijovski, un castillo de estilo neorrománico y neobizantino el industrial del carbón Kazímir Mschijovski en 1913.

### Transporte
La estación más cercana es la estación Alchevskaya, en la línea Lugansk-Debáltseve, a 11 km.